# Zhao Dayu
Zhao Dayu, conosciuto anche come Tatsuyu Matsuki  (松木達裕?, Matsuki Tatsuyu) (赵达裕S; Canton, 17 gennaio 1961 – Canton, 18 marzo 2015) è stato un calciatore e allenatore di calcio cinese naturalizzato giapponese.

## Carriera

### Club
La sua carriera è quasi esclusivamente legata al Canton, in cui militò tra il 1978 e il 1986, interrompendo la carriera a causa di un grave infortunio procurato durante una sessione di allenamento. Nel 1988 riprese la carriera di calciatore divenendo il primo calciatore straniero ad essere ingaggiato dal Mitsubishi Heavy Industries: con la squadra giapponese disputò due stagioni prima del ritiro definitivo dal calcio giocato, avvenuto nel 1990.

### Nazionale
Conta 29 presenze in nazionale maggiore, esordendo il 21 luglio 1982 in occasione di un match contro Hong Kong durante il quale segnò anche una rete. Si mise in evidenza nel corso della Coppa d'Asia 1984, divenendo vicecapocannoniere della manifestazione con tre reti, che portarono la squadra fino alla finale contro l'Arabia Saudita. Fu convocato per l'ultima volta per una gara amichevole contro l'Italia, disputata l'11 maggio 1986.

### Dopo il ritiro
Già assunto nello staff tecnico delle giovanili del Mitsubishi Heavy Industries a partire dal 1988, Zhao Dayu mantenne l'incarico anche quando il club ottenne lo status di squadra professionistica con il nome di Urawa Red Diamonds. Ottenuta la cittadinanza giapponese negli anni novanta (assumendo per l'occasione il nome Tatsuyu Matsuki), nel 1998 lasciò gli incarichi negli Urawa Red Diamonds per fondare un club dilettantistico in Cina. In quel periodo intraprese una breve carriera di attore, recitando in alcuni spettacoli dedicati al campionato del mondo 2002.
È scomparso nel 2015 all'età di 54 anni a seguito di un tumore al fegato.